# Thayaht
Ernesto Michahelles (Florencia, 21 de agosto de 1893 - Marina di Pietrasanta, 29 de abril de 1959) fue un artista italiano. Conocido por el nombre artístico de Thayaht, Michahelles fue escultor, pintor, fotógrafo, dibujante, arquitecto, inventor y orfebre. Era un artista extremadamente ecléctico e innovador, un precursor de nuevas sensibilidades: su trabajo destaca por sus líneas y formas sintéticas, que expresan una elegancia exquisita a través de una geometría precisa. 
Fue Tommaso Marinetti quien lo inscribió en el futurismo, junto con su hermano Ruggero Alfredo Michahelles (conocido por nombre artístico RAM). También trabajó en el campo de la moda después de la reunión, que tuvo lugar en París en 1918, con Madeleine Vionnet para quien diseñó prendas con combinaciones cromáticas y combinaciones geométricas innovadoras para la época. Es el inventor, en 1919, con su hermano Ram, del chándal (prenda a la que dieron el nombre de tuta).

## Biografía
Nació en Florencia el 21 de agosto de 1893, pasó su infancia y adolescencia en la villa de Benedetto da Foiano, cerca de Poggio Imperiale, antigua residencia y estudio de su bisabuelo, el escultor neoclásico estadounidense Hiram Powers. 
En 1915 se dedicó a la investigación artística, pero una grave enfermedad le obligó a interrumpir su actividad durante tres años. 
En 1918 partió para París, donde entró en contacto con la casa de moda Madeleine Vionnet, en la Rue de Rivoli, para la que diseñó el logotipo; siguió siendo consultor y estilista del taller hasta 1925, ejerciendo una influencia considerable en las elecciones estilísticas e influyendo en la moda francesa y europea durante esos años. 

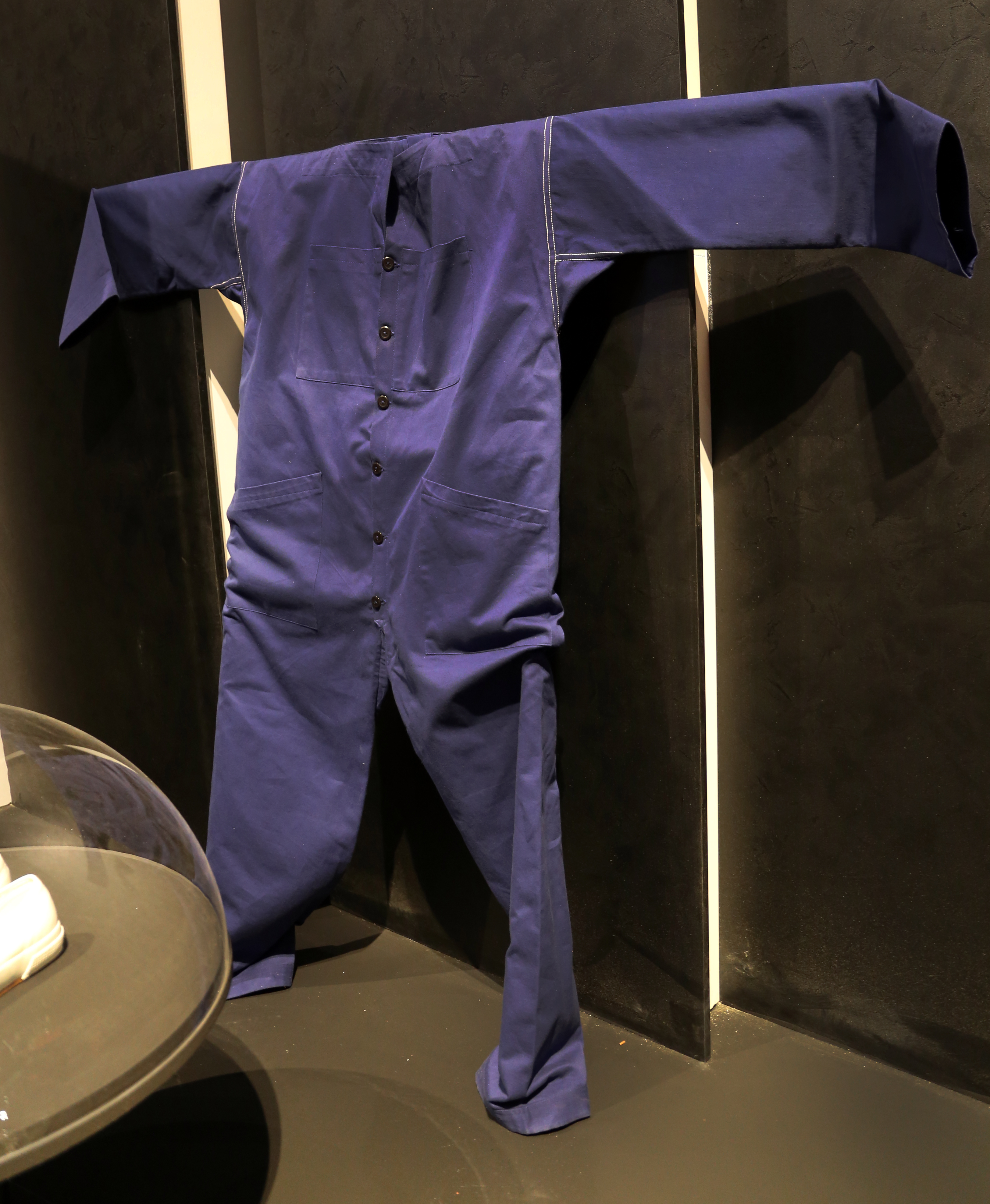
Tuta (chándal) creado por Thayaht y RAM en 1920.

En 1920, junto con su hermano RAM, diseñó y lanzó la "tuta", un traje universal para todos, a través del diario La Nazione. En este año también acuñó su seudónimo, el palíndromo Tayat, poco después cambió a Thayaht. 
En 1920, después del éxito de una exposición personal, se fue a los Estados Unidos donde, después de estancias cortas en Boston y Cambridge, se quedó en la Universidad de Harvard para seguir cursos sobre coloración, geometría dinámica y numérico absoluto. Al año siguiente, confirmó su colaboración con el taller de Madame Vionnet, que ofreció al artista un contrato como diseñador para garantizar la exclusividad de sus creaciones. 
En 1923 participó en la primera Exposición Internacional de Artes Decorativas en Monza con una serie de muebles diseñados y exhibidos por él junto con las esculturas de Antonio Maraini. Mientras tanto, compró una villa en Versilia, en Marina di Pietrasanta, a la que dio el nombre de "Casa gialla". 
En los años 1924-1925 participó con su hermano para la formación de la primera hermandad de Bellas Artes de Florencia, por la que creó el Concurso Nacional de Diseño de la etapa para la nueva producción de "Aida". 
En 1927 participó en la III Exposición Internacional de Artes Decorativas en Monza con una pequeña sala personal en la que expuso muebles, alfombras, lámparas y objetos de mobiliario y con el centro de la sala la escultura de piedra "Il Violinista". 
En 1928 Thayaht fue llamado por el Grupo Nacional Fascista de la Paja para diseñar nuevos sombreros para hombres. 
A partir de 1929 publicó sus dibujos en Moda, la revista oficial de la Federación Nacional Fascista de la Industria de la Ropa y en el mismo año, en mayo, fue presentado a Filippo Tommaso Marinetti y a Primo Conti. Es el mismo Marinetti quien, entusiasmado por algunas de sus obras, incluida la efigie de hierro y acero del Duce, "Dux", se la presenta a Mussolini, quien la recibe poco después. En la ocasión, Thayaht donará al Duce la escultura, que originalmente fue un intento de representar la efigie humana de la manera más sintética, pero la enorme similitud de la escultura con el Duce llevó al artista a reconsiderar el tema. En octubre del mismo año se presentó en la exposición "Trentatré Futuristi" en la Galleria Pesaro de Milán con tres esculturas y quince pinturas. 
En 1930 participó en la Exposición Internacional de Barcelona, ganando la medalla de oro por la creación del "thayahttite", una aleación de aluminio patentada por él. Mientras tanto, fue invitado a la XII Bienal Internacional de Arte en Venecia, donde expuso seis esculturas en la sala futurista. También participó en la exposición internacional del Oratorio, donde presentó un escaparate con joyas de plata y acero. 
En 1931 fue invitado a la I Quadriennale d'arte Nazionale de Roma y en febrero organizó junto con el pintor Antonio Marasco la exposición futurista de pintura, escultura aeropittura y artes decorativas en la Galería de Arte de Florencia, presentada en el catálogo de Marinetti. En el mismo año con su hermano Ruggero se encargó de la redacción de un documento de arquitectura funcional "Patente para Casolaria - Las casas en serie". También habló con Ezra Pound de la escultura futurista, indicando en la trayectoria una nueva fórmula para representar los sólidos en movimiento en tres dimensiones. 
En 1932 fue invitado nuevamente a la Bienal Internacional de Arte de Venecia. También elaboró, junto con su hermano, el Manifiesto para la transformación del hábito masculino. 
En 1934 y 1936 participó en la Bienal de Arte de Venecia. 
Después de 1945, se orientó en sus temas hacia las figuras tahitianas de Paul Gauguin, quien redescubre como "gran colorista" y como pintor simbólico en busca de una vida simple en los orígenes del mundo, realizando transformaciones tayahtianas de sus obras, como "liberación de una civilización miserable". 
En 1945 comenzó a profundizar sus estudios científicos y astronómicos y a interesarse por la ufología; en 1954 fundó CIRNOS, el Centro Independiente para la Investigación de Observaciones Espaciales. 
De 1956 a 1959 profundizó sus estudios esotéricos de una manera más sistemática. 

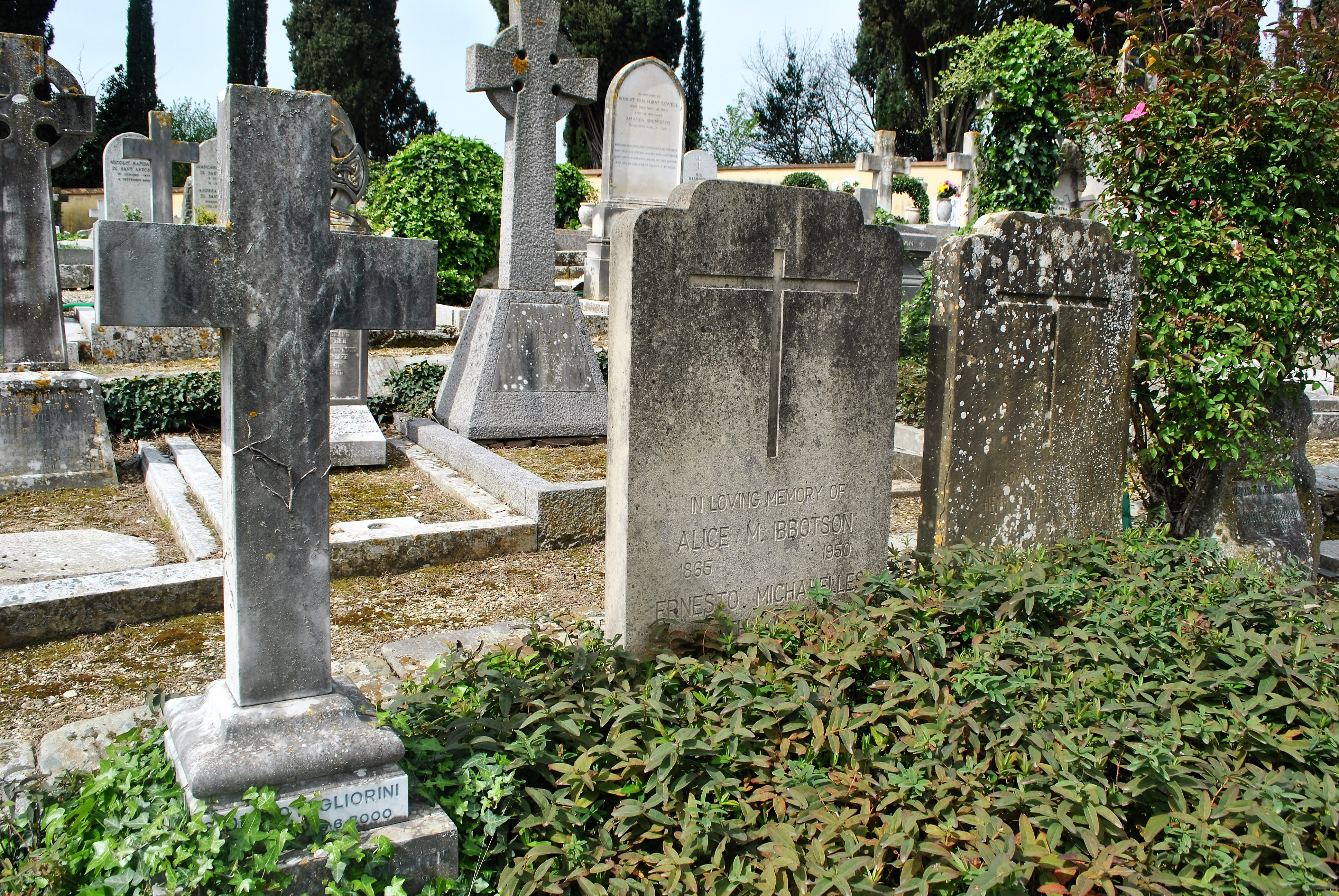
Tumba de Thayaht en el Cimitero degli Allori.

Murió en Marina di Pietrasanta (Lucca) el 29 de abril de 1959. Está enterrado en Florencia, en el cementerio de los Allori. 